# Goiana
Goiana es un municipio brasileño del estado de Pernambuco. Está localizado a la latitud de 07º33'38" al sur y a una longitud de 35º00'09" al oeste, estando el Centro a una altitud de 13 metros. Su población estimada en 2008 fue de 74.185 habitantes, la 18.ª mayor ciudad en población del estado de Pernambuco. Goiana queda en el norte del estado, cerca de Paraíba, a 65 km de Recife y a 55 de João Pessoa. Su centro histórico fue nombrado Patrimonio Histórico de Brasil en el año de 1938 y posee más de 300 predios históricos.

## Municipio

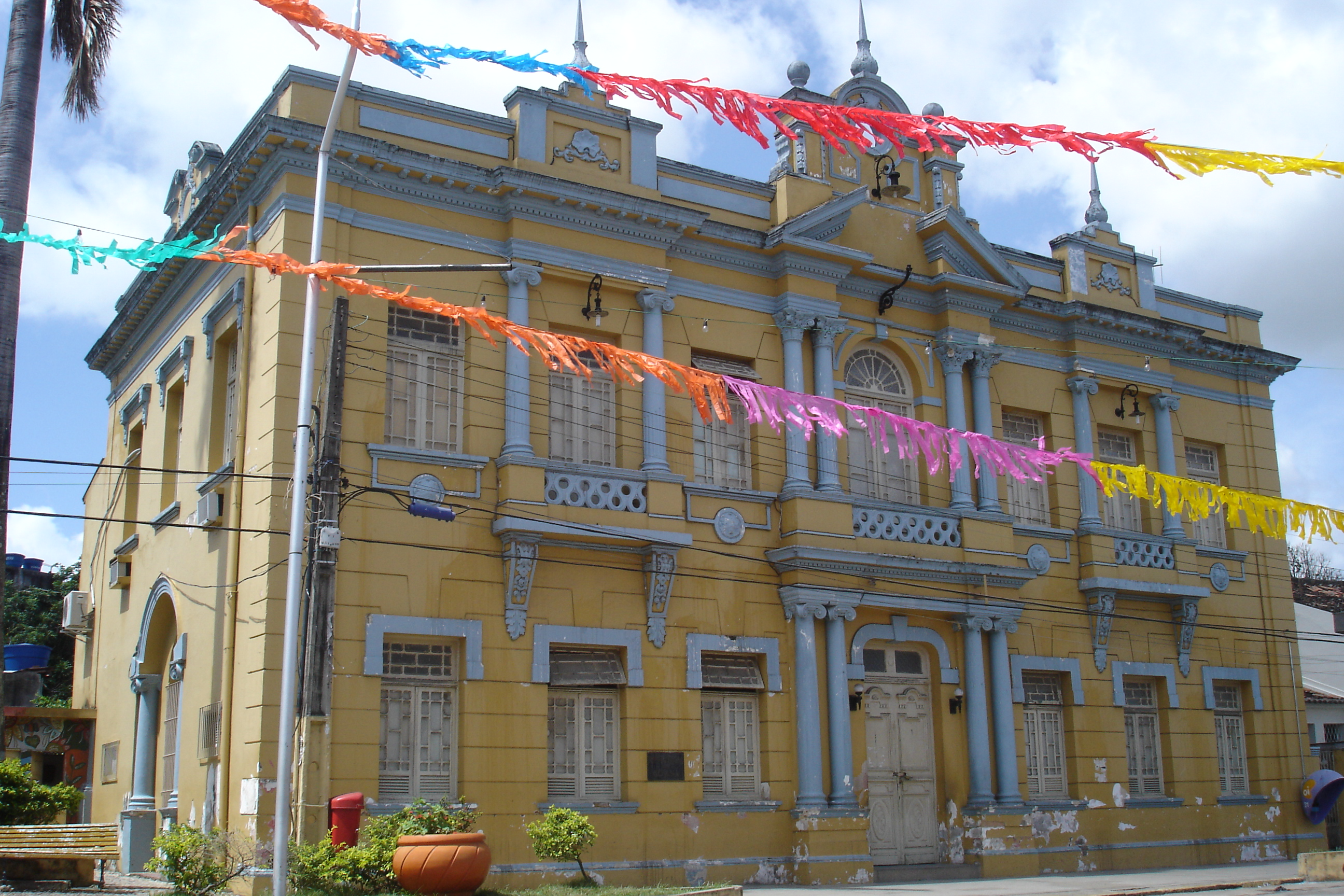
Prefectura de Goiana.

El municipio de Goiana cuenta con un área de 492,2 km², y tiene tres villas: Goiana, Ponta de Pedras e Tejucopapo. Fuera de estas aún posee 13 locales con pequeña población: Atapuz, Carrapicho, Ibeapicu, Isla de Itapessoca, Usina Santa Tereza, Usina Nuestra Señora de las Maravilhas, Barra de Catuama, Carne de Vaca, Gambá, Gambá de Baixo, Chã de Alegría, Caioé e San Lourenço. 
La temperatura media anual es de 27 °C. Goiana queda en la Región de Desarrollo de la Mata Norte, en la mesorregión de la Mata Pernambucana. Ese territorio posee cerca de 3,29% del territorio del estado, son en total 3.256,5 km² con 18 municipios, son ellos: Aliança, Buenos Aires, Camutanga, Carpina, Chã de Alegría, Condado, Ferreiros, Glória do Goitá, Itambé, Itaquitinga, Lagoa do Itaenga, Lagoa do Carro, Macaparana, Nazaré da Mata, Paudalho, Timbaúba, Tracunhaém y Vicência. 
Con relación al número de vehículos, según el IBGE, en el año de 2000 fueron contados 11.792 vehículos en Goiana, exactamente 5.197 autos, 620 camiones, 47 camiones tractor, 608 camionetas, 39 colectivos, 4.357 motos, 673 motonetas, 112 autobuses, un tractor. El municipio tiene una tasa de urbanización de 61,2%. En 2008 el municipio contaba con tres hospitales.